# Maria Giulia Confalonieri
Maria Giulia Confalonieri née le 30 mars 1993 à Giussano, est une coureuse cycliste italienne. Spécialiste de la piste, elle court également sur route, où est elle une rouleuse-sprinteuse. Elle est notamment double championne d'Europe de course aux points en 2018 et 2019.

## Biographie
Maria Giulia Confalonieri est issue d'une famille de cycliste, elle est la cousine d'Allegra et Alice Maria Arzuffi, qui sont également des coureuses cyclistes.
Au Tour d'Italie 2016, elle est deuxième du sprint de la quatrième étape derrière Tiffany Cromwell,. Sur la huitième étape, elle se classe troisième battue par Giorgia Bronzini et Marta Bastianelli. Sur l'ultime étape, un groupe de neuf coureuses s'extrait du peloton en début d'étape. Il comprend notamment Maria Giulia Confalonieri. Le groupe compte jusqu'à cinq minutes d'avance et aborde la côte dans le final avec trois minutes trente d'écart. Thalita de Jong attaque dans la pente et passe au sommet avec six secondes d'avantage. Elle gagne en solitaire en consolidant cette avance. Ses poursuivantes, réduites à cinq, se disputent la deuxième place au sprint. Riejanne Markus se montre la plus rapide, devant Maria Giulia Confalonieri, une nouvelle fois sur le podium. Lors de l'Open de Suède Vårgårda, un groupe de neuf coureuses avec les principales équipes représentées part à mi-course. Il est constitué de : Emilia Fahlin, Amy Pieters, Chantal Blaak, Lotta Lepistö, Maria Giulia Confalonieri, Hannah Barnes, Amanda Spratt , Julia Soek et Shara Gillow. Même si l'avance de cette échappée ne dépasse jamais deux minutes, la poursuite ne s'organisant pas, elle se dispute la victoire. Emilia Fahlin anticipe le sprint et s'impose seule. Derrière Maria Giulia Confalonieri est cinquième.
En 2018 et 2019, elle devient championne d'Europe de course aux points.

## Palmarès sur piste

### Championnats du monde
- Moscou 2011
  -  Championne du monde de la course aux points juniors
  -  Médaillée de bronze de la poursuite par équipes juniors
- Minsk 2013
  - 15e de la poursuite individuelle
- Cali 2014
  - 11e de la poursuite par équipes
  - 15e de la poursuite individuelle
- Londres 2016
  - 14e du scratch
- Hong Kong 2017
  - 5e de l'américaine[6]
- Apeldoorn 2018
  -  Médaillée de bronze de l'américaine
- Pruszków 2019
  - 5e de l'américaine
  - 6e de la course aux points

### Coupe du monde
- 2012-2013
  - 1re de la poursuite par équipes à Cali (avec Beatrice Bartelloni et Giulia Donato)
- 2016-2017
  - 2e de la poursuite par équipes à Glasgow
  - 3e de l'américaine à Los Angeles
- 2017-2018
  - 1re de l'américaine à Minsk (avec Letizia Paternoster)
  - 2e de la course aux points à Minsk
  - 3e de l'américaine à Pruszków
- 2018-2019
  - Classement général de la course aux points
  - 1re de la course aux points à Saint-Quentin-en-Yvelines
  - 2e de l'américaine à Cambridge
  - 3e de l'américaine à Hong Kong
  - 3e de la poursuite par équipes à Saint-Quentin-en-Yvelines
- 2019-2020
  - 2e de la course aux points à Minsk

### Championnats d'Europe
| Édition / Épreuve                | Poursuite par équipes | Course aux points | Scratch | Course à l'élimination |
| Saint-Petersbourg 2010 (juniors) | Argent                |                   |         |                        |
| Anadia 2011 (juniors)            | Or                    | Or                |         |                        |
| Anadia 2012 (espoirs)            | Bronze                | Bronze            |         |                        |
| Anadia 2013 (espoirs)            | Bronze                | Bronze            | Or      |                        |
| Anadia 2014 (espoirs)            | Bronze                | Argent            |         |                        |
| Berlin 2017                      |                       |                   |         | Bronze                 |
| Glasgow 2018                     |                       | Or                |         |                        |
| Apeldoorn 2019                   |                       | Or                |         |                        |

### Championnats d'Italie
- 2012
  -  Championne d'Italie de poursuite par équipes (avec Beatrice Bartelloni et Chiara Vannucci)
  - 3e de l'omnium
- 2013
  - 2e de la poursuite par équipes
- 2014
  - 3e de la poursuite
  - 3e de la poursuite par équipes
- 2016
  -  Championne d'Italie de la course aux points

## Palmarès sur route

### Par années
- 2011
  - Memorial Davide Fardelli juniors
- 2014
  - 3e du championnat d'Italie sur route
- 2016
  - 5e de la RideLondon-Classique
  - 5e de l'Open de Suède Vårgårda
  - 5e de La Madrid Challenge by La Vuelta
- 2017
  - 2e du Trofee Maarten Wynants
  - 3e de Dwars door de Westhoek
  - 3e de Gooik-Geraardsbergen-Gooik
  - 9e du championnat d'Europe sur route
- 2018
  - 2e du Gran Premio della Liberazione
  - 2e du Tour de Toscane féminin-Mémorial Michela Fanini
  - 3e du Circuit Het Nieuwsblad
  - 6e des Trois Jours de La Panne
  - 7e de l' Open de Suède Vårgårda
- 2020
  - 3e de la Classique féminine de Navarre
  - 8e du Grand Prix de Plouay
- 2021
  - 2e du Trophée Antonietto Rancilio
  - 3e du Festival Elsy Jacobs
- 2022
  - Tour de la Semois
  - 3e du GP Oetingen
  - 3e de Gand-Wevelgem
  - 3e du Gran Premio della Liberazione PINK
  - 3e du Grand Prix d'Isbergues
- 2023
  - 2e du Samyn des Dames
  - 5e du Tour de Drenthe
- 2024
  - 5e de Gand-Wevelgem
  - 7e du Tour de Drenthe
  - 10e de la RideLondon-Classique
- 2025
  - 2e du Festival Elsy Jacobs à Garnich
  - 3e de La Picto-Charentaise
  - 6e de Paris-Roubaix

### Résultats sur les grands tours

#### Tour d'Italie
6 participations
- 2016 : 46e
- 2017 : abandon (10e étape)
- 2018 : 37e
- 2020 : 56e
- 2021 : 59e
- 2023 : 81e

#### Tour de France
4 participations :
- 2022 : 75e
- 2023 : non partante ([[7e étape du Tour de France Femmes 2023|7e étape]])
- 2024 : 94e
- 2025 : abandon (5e étape)

### Classements mondiaux
| Année                                 | 2013 | 2014 | 2015 | 2016 | 2017 | 2018 | 2019 | 2020 | 2021 | 2022 | 2023 | 2024 |
| ------------------------------------- | ---- | ---- | ---- | ---- | ---- | ---- | ---- | ---- | ---- | ---- | ---- | ---- |
| Classement UCI                        | 313e | 108e | 73e  | 34e  | 31e  | 25e  | 76e  | 55e  | 67e  | 42e  | 69e  | 56e  |
| UCI World Tour                        |      |      |      | 13e  | 39e  | 32e  | 41e  | 45e  | 99e  | 42e  | 63e  | 41e  |
|                                       |      |      |      |      |      |      |      |      |      |      |      |      |
| Légende : nc = non classéSource : UCI |      |      |      |      |      |      |      |      |      |      |      |      |

## Palmarès en cyclo-cross
- 2010
  - 2e du championnat d'Italie de cyclo-cross juniors